# Мора, Хуан Рафаэль
Хуан Рафаэль Мора Поррас (исп. Juan Rafael Mora Porras, 8 февраля 1814, Сан-Хосе (Коста-Рика) — 30 сентября 1860, Пунтаренас, Коста-Рика) — известный как Дон Хуанито, четырежды подряд президент Коста-Рики (1849-1860), организатор победы Коста-Рики во Флибустьерской войне. В честь этой победы Законодательная ассамблея Коста-Рики 16 сентября 2010 года объявила его «национальным героем и освободителем» (Libertador). Он является одной из самых важных фигур в истории Коста-Рики.

## Биография
Мора родился в семье Камило Моры Альварадо и Анны Бениты Поррас Ульоа - либеральной семьи из нынешней столицы Коста-Рики. В семье было четверо детей, которые стали частью политической и социальной элите страны. Не только Хуан впоследствии стал президентом страны, тех же высот достигли его братья Мигель (временный президент в 1849) и Хоакин. Его сестры Ана Мария и Гвадалупе были женами соответственно Хосе Марии Монтеалегре Фернандеса (президент в 1860-1863) и Хосе Марии Каньяса Эскамильи, сальвадорского генерала, отличившийся в войне против Уильяма Уокера.
24 июня 1847 года Мора женился на Инес Агилар Коэто, дочери Мануэля Агилара Чакона, главы государства с 1837 по 1838 год. У пары было восемь детей: Елена, Тереза, Альберто, Амелия, Хуан, Камило, Хуана и Антонио.
Мора был мэром Сан-Хосе в 1837 году и занимал другие государственные должности, хотя его основными видами деятельности были торговля, выращивание кофе и сахарного тростника и операции с недвижимостью. В 1842 году Мора, не имевший университетского образования, стал деловым партнером Висенте Агилара, совместная компания вскоре станет одной из самых влиятельных коммерческих фирм того времени.

### Президентство

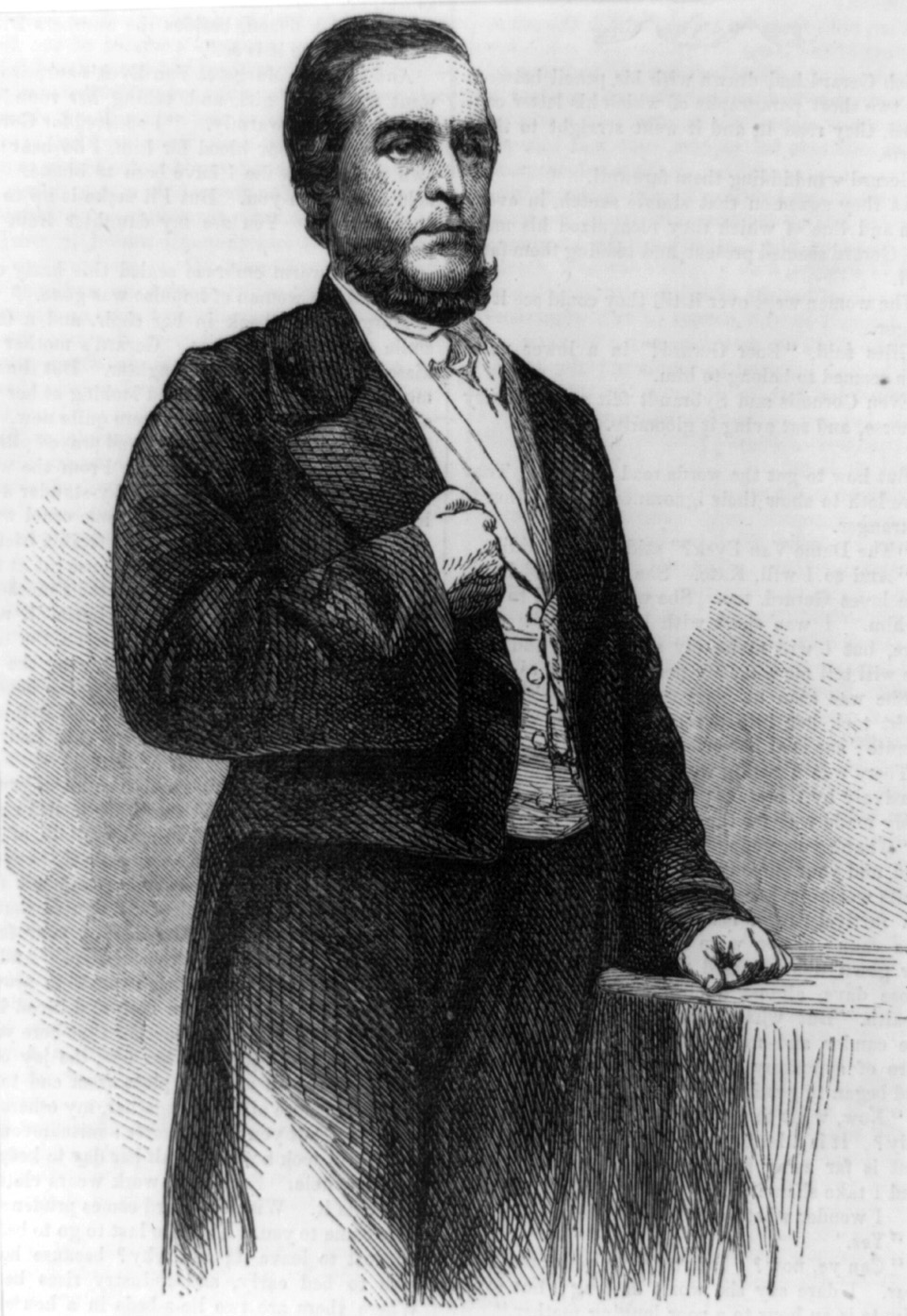
Мора в 1859 году

В 1847 году Мора был избран вице-президентом Республики, с этой должности он подал в отставку в следующем году, чтобы вернуться на этот пост через год. Военный переворот генерала Хосе Мануэля Кироса, который вынудил уйти в отставку президента Хосе Марию Кастро, сделал Мору правителем страны до тех пор, пока не будет объявлен победитель новых выборов, который и выиграл Мора.
Среди первых успехов, достигнутых в его правление, было признание независимости Коста-Рики Испанией и создание Пием IX епархии в Коста-Рике (1 марта 1850).
В то время военные имели большое влияние на политику страны, и Мора попытался укрепить свое положение, объявив набор в новые армейские подразделения. Генерал Кирос, самый влиятельный военный страны, посчитал это угрозой своему статусу, и поднял оружие против президента 3 июня 1850 года, но силы Моры разгромили мятежников.
Несмотря на триумф над Киросом, Мора подвергался острой критике со стороны гражданской оппозиции, возглавляемой Кастро и Конгрессом. Он даже подал в отставку, но она не была принята. Тогда Дон Хуанито распустил Конгресс и назначил новые выборы, что дало президенту ожидаемую поддержку парламента.
В 1853 году Мора был переизбран. Он улучшил дорогу от Картаго до порта Пунтаренас, что ускорило экономическое развитие стран.

### Флибустьерская война
В начале 1856 года Коста-Рика была вынуждена вступить в войну, известную как Национальная кампания 1856—1857 годов, или Флибустьерская война, с целью изгнания американского авантюриста Уильяма Уокера с территории Центральной Америки. На первом этапе компании, в котором Мора лично сопровождал армию (правительство было передало вице-президенту Франсиско Марии Ореамуно), армия Коста-Рики победила в сражениях у Санта-Розы, Сардинале и при Ривасе. Но в последующие дни армию поразила эпидемия холеры, и солдаты Моры покинули территорию Никарагуа и вернулись в Коста-Рику. В дальнейшем болезнь распространилась по всей стране и унесла жизни 10 000 человек, почти десятую часть населения Коста-Рики того времени.
Как только эпидемия холеры пошла на спад в декабре, Мора начал готовить вторую кампанию, главной задачей которой было захватить Сан-Хуан и суда, которые поставляли ресурсы Уокеру из США. Магнат Корнелиус Вандербильт, противник Уокера, отправил моряка Сильвана Спенсера в помощь коста-риканским генералам. В действительности американский миллионер рассчитывал вернуть себе корабли, которые Уокер использовал для транзита ресурсов в регион. Спенсер прибыл в Коста-Рику в сопровождении англичанина Уильяма Клиффорда Вебстера, который, в свою очередь, вручил Море рекомендательное письмо от посла Коста-Рики в Вашингтоне Луиса Молины. Вебстер представил всё так, будто Вандербилт предлагает Море союз, и предложил президенту кредит в миллион песо, чтобы погасить государственный долг, образовавшийся из-за расходов на подготовку к войне. Однако Вебстер был обвинён в мошенничестве в Соединённых Штатах, и контракт не был оформлен.
Война закончилась в апреле 1857 года, после того как майор Максимо Бланко отрезал маршруты снабжения Уокера через реку Сан-Хуан. Победа в войне с Уолкером овеяла Мору славой, но отношения страны с Никарагуа осложнились.
Уокер капитулировал 1 мая 1857 года в Ривасе. Он был доставлен в Соединённые Штаты командиром корабля «Святая Мария» Чарли Генри Дэвисом, где начал готовить ещё одну экспедицию. В Никарагуа Томас Мартинес занял пост президента и потребовал, чтобы Коста-Рика немедленно вернула Пунта-Кастилу, Кастильо-Вьехо и форт Сан-Карлос, а также суда, захваченные у флибустьеров. Кроме того, войскам Коста-Рики было предписано покинуть территорию Никарагуа. Но Мора, зная о планах Уокера, приказал войскам остаться в Сан-Хуане, чтобы предотвратить новое вторжение флибустьеров. Мартинес обвинил Коста-Рику в империалистических намерениях и объявил войну 19 октября 1857 года. Война была прекращена договором Каньяса-Хереса, неблагоприятным для Коста-Рики, которой пришлось признать Никарагуа владельцем Сан-Хуана и отказаться от приобретений, сделанных после победы над Уокером.
В начале 1859 года Мора был переизбран на третий срок, но 14 августа того же года он был свергнут командирами казарм Сан-Хосе, полковником Лоренсо Салазаром и майором Бланко. Сержант Сотеро Родригес в 3:30 утра неожиданно появился в доме Моры и вывез его под арестом в казармы. В последующие часы его брат Хоакин Мора, генерал Каньяс, Мануэль Аргуэльо (племянник и советник президента) и другие официальные лица были арестованы. Мору отвезли в Пунтаренас и изгнали из страны на пароходе в Гватемалу, а затем в Сальвадор. Руководители переворота были возведены в ранг генерала Хосе Марией Монтеалегре, новым президентом, который принадлежал к оппозиционной семье.

### Попытка реставрации и гибель
За границей Дон Хуанито подготовил вторжение, чтобы восстановить свою власть. Он отправился в Соединённые Штаты в поисках помощи и оружия. 17 сентября 1860 года он высадился в Пунтаренасе в сопровождении своего брата генерала Хоакина Моры, шурина Хосе Марии Каньяса и племянника Мануэля Аргуэльо. Мора взял город и захватил полосу земли до реки Барранка. Правительство Монтеалегре быстро отреагировало, отправив армию, которая разгромила силы Моры в битве при Ла-Ангостуре. Дон Хуанито искал убежища у своего друга британского консула Ричарда Фаррера (Дона Рикардо, как он был известен в Коста-Рике), с которым у него был совместный бизнес, но в итоге сдался.
Мора был расстрелян в местечке Лос-Хобос 30 сентября того же года вместе с генералом Инасио Арансибией (чилийцем, который уехал в Калифорнию во время золотой лихорадки, но оказался в Коста-Рике и отличился в войне против флибустьеров). Два дня спустя был казнен и Каньяс.
Британский консул Фаррер и французский консул Жан-Жак Боннефиль успели воспрепятствовать тому, чтобы труп Моры был брошен в реку, и организовали его захоронение в тот же день на старом кладбище в могиле, вырытой самими сторонниками бывшего президента. Через два дня также был похоронен Каньяс. Почти 6 лет спустя, 20 мая 1866 года, Боннефиль вернулся на кладбище вместе с четырьмя матросами и вскрыл могилы, останки Моры и Каньяса были сначала доставлены в резиденцию Боннефиля в Пунтаренасе, а затем в его дом в Сан-Хосе, где они находились более 20 лет, до 13 января 1885 года, когда были захоронены на Главном кладбище столицы Коста-Рики.